# Fogságban (film, 2013)
A Fogságban (eredeti: Prisoners) 2013-ban bemutatott amerikai thriller, melyet Denis Villeneuve rendezett. A főbb szerepekben Hugh Jackman, Jake Gyllenhaal, Viola Davis, Maria Bello, Terrence Howard, Melissa Leo és Paul Dano látható.
A történet középpontjában két elrabolt kislány áll, akiket szüleik kétségbeesetten próbálnak megkeresni.
Az Amerikai Egyesült Államokban 2013. augusztus 30-án mutatták be, Magyarországon október 10-én a ProVideo forgalmazásában. A filmet a legjobb operatőrnek járó Oscar-díjra jelölték.

## Történet
Keller Dover (Hugh Jackman) és családja részt vesz egy hálaadási ebéden szomszédaik, Franklin (Terrence Howard) és Nancy Birch (Viola Davis) házában. Délután a két család kislányai, Anna Dover és Joy Birch eltűnnek. A rendőrség hamarosan keresni kezdi a gyanús lakókocsit, amely a ház előtt parkolt. Loki nyomozó (Jake Gyllenhaal) megtalálja annak sofőrét, a fogyatékossággal élő Alex Jonest (Paul Dano), de ő megpróbál elmenekülni, így letartóztatják.
Azonban a kihallgatás nem hoz eredményt, ezért Alexet elengedik. De ez nem tetszik Dovernek, ezért elrabolja őt és saját kihallgatásba kezd. Súlyosan bántalmazza Alexet és addig nem is akarja elengedni, amíg meg nem tudja, hol vannak a lányok. Franklin és Nancy is csatlakozik Doverhez. Franklin nem ért egyet a kegyetlen bánásmóddal, ezért elengedné a fiút. A felesége rábeszéli, hogy inkább ne tegye, mert a lányok élete a tét. Birch-ék úgy döntenek, nem engedik el Alexet, de nem is bántalmazzák, így tiszta marad a lelkiismeretük. Mindent Doverre hagynak, aki egy cseppet sem fogja vissza magát. De ő sem jut semmire, pedig Alex már alig lélegzik.
Aztán váratlanul előkerül Franklinék lánya, de ő semmi érdemlegeset nem tud mondani, így Dover sem tud semmilyen nyomon elindulni. De a belső hangja azt súgja, hogy Alex nagynénijénél (Melissa Leo) kell kutakodnia, ezért el is megy hozzá. Ott azonban a nő foglyul ejti őt és egy mély gödörbe löki, ráadásul még lábon is lövi. Dover sorsa így megpecsételődik.
Eközben Loki is megérkezik Alex nagynénjéhez, megtalálja Dover lányát, a nőt pedig lelövi.

## Szereplők
| Szerep                    | Színész            | Magyar hang    |
| ------------------------- | ------------------ | -------------- |
| Keller Dover              | Hugh Jackman       | Laklóth Aladár |
| David Loki nyomozó        | Jake Gyllenhaal    | Csőre Gábor    |
| Grace Dover               | Maria Bello        | Zakariás Éva   |
| Nancy Birch               | Viola Davis        | Kocsis Mariann |
| Franklin Birch            | Terrence Howard    | Király Attila  |
| Holly Jones               | Melissa Leo        | Császár Angela |
| Alex Jones                | Paul Dano          | Bódy Gergő     |
| Ralph Dover               | Dylan Minnette     | Baráth István  |
| Eliza Birch               | Zoe Borde          | Hermann Lilla  |
| Anna Dover                | Erin Gerasimovich  | Koller Virág   |
| Joy Birch                 | Kyla Drew Simmons  | Vida Sára      |
| Richard O'Malley kapitány | Wayne Duvall       | Csuja Imre     |
| Patrick Dunn atya         | Len Cariou         |                |
| Bob Taylor                | David Dastmalchian | Takátsy Péter  |

## Érdekességek
- Az Ellenség című filmet is 2013-ban mutatták be, melyet szintén Denis Villeneuve rendezett és Jake Gyllenhaal játszotta a főszerepet.
- Ryan Gosling is jelölt volt Loki szerepére.
- A film szereplői közül ketten (Viola Davis, Melissa Leo) már nyertek Oscar-díjat, hárman (Jake Gyllenhaal, Terrence Howard, Hugh Jackman) pedig Oscar-jelölést kaptak.